# القناة الثانية الإسرائيلية
 القناة الثانية هي قناة تلفاز فضائية إسرائيلية وقد بدأ بث القناة التجريبي في 23 أكتوبر 1986 والبث الرسمي بتاريخ 4 نوفمبر 1993 في اطار الشبكة الثانية للتلفاز والراديو. تعتبر القناة الثانية من أهم القنوات الإسرائيلية عامةً.

## الأخبار
تملك القناة الثانية قناة اخباريه عبر الإنترنت تعمل على مدار 24 ساعة يوميا.

## شخصيات بارزة

### من المذيعين
- يونيت ليفي

### من المراسلين
- أوهاد حيمو